# Emiel Vansteenkiste
Emiel Octaaf Vansteenkiste (Oostende, 4 december 1930 - 25 februari 2009) was een Belgisch volksvertegenwoordiger en politie-officier van de stad Oostende.

## Levensloop
Na zijn middelbare studies, werd Van Steenkiste van 1948 tot 1956 beroepsonderofficier en in 1956 coöperant voor het Algemeen Bestuur voor Ontwikkelingssamenwerking en politieofficier in Oostende. Van 1960 tot 1970 was hij adjunct-politiecommissaris.
Hij begon actief te worden in het verenigingsleven. Hij werd van 1960 tot 1971 voorzitter voor het gewest Oostende van het Verbond van Vlaams Overheidspersoneel en was van 1956 tot 1971 bestuurslid van de Vlaamse Volksbeweging.
Vanaf 1967 werd hij actief bij de Volksunie en was kandidaat bij verschillende verkiezingen. In 1971 werd hij gemeenteraadslid van Oostende en bleef dit tot in 1983. In 1972 werd hij lid van de Kamer van volksvertegenwoordigers voor het arrondissement Oostende, in opvolging van de overleden Etienne Lootens-Stael en vervulde dit mandaat tot in 1981. In de periode april 1972-oktober 1980 zetelde hij als gevolg van het toen bestaande dubbelmandaat ook in de Cultuurraad voor de Nederlandse Cultuurgemeenschap, die op 7 december 1971 werd geïnstalleerd. Vanaf 21 oktober 1980 tot november 1981 was hij tevens korte tijd lid van de Vlaamse Raad, de opvolger van de Cultuurraad en de voorloper van het huidige Vlaams Parlement. Hij verliet de Volksunie uit onvrede met het Egmontpact en met keuzes van de partij op ethisch vlak en aangaande het buitenlands beleid.
Hij nam vervolgens zijn plaats in het politiekorps opnieuw in, in 1984-1985 als politiecommissaris en van 1985 tot 1989 als hoofdcommissaris.
Hij haalde de nationale media toen hij aan zijn agenten het dragen van een baard verbood.